# Harald Wack
Harald Wack (geboren 1967 in Gießen) ist ein deutscher Jurist, Präsident des Verwaltungsgerichts Gießen und Mitglied des Staatsgerichtshofs des Landes Hessen.

## Leben
Wack studierte Rechtswissenschaft an der Justus-Liebig-Universität Gießen. Nach seinem Studium wurde er zum Richter am Landgericht Gießen ernannt. Zunächst arbeitete er am Amtsgericht Butzbach, am Verwaltungsgericht Gießen, am Hessischen Staatsgerichtshof und schließlich im Hessischen Justizministerium. 2008 wurde Wack weiterer aufsichtführender Richter beim Amtsgericht Wetzlar. 2013 wurde Wack zum Vizepräsidenten des Amtsgerichts Gießen und 2019 zum Präsidenten des Verwaltungsgerichts Gießen ernannt. Da es in Gießen eine Erstaufnahmeeinrichtung für Geflüchtete gibt, sind am Verwaltungsgericht Gießen zwischen 30 und 50 % der hessischen Asylverfahren anhängig.
Seit dem 1. April 2023 ist Harald Wack richterliches Mitglied im Staatsgerichtshof des Landes Hessen. Er wurde zusammen mit Annett Wunder am 22. März 2023 im Hessischen Landtag vereidigt. Wack und Wunder lösten die beiden langjährigen hessischen Verfassungsrichter Michaela Kilian-Bock und Mathias Metzner ab. Seit 15. Juni 2023 ist Harald Wack Vorsitzender Richter im 2. Senat am Hessischen Verwaltungsgerichtshof in Kassel. Der 2. Senat des Hessischen Verwaltungsgerichtshofs ist unter anderem für das Straßen- und Verkehrsrecht, das Bergrecht sowie das Versammlungsrecht zuständig.
Harald Wack ist stellvertretender Vorsitzender des Richterbundes Hessen in Gießen. Bei den Kommunalwahlen in Hessen 2021 kandidierte Wack auf der Liste der FDP in Weimar (Lahn) auf Platz 6.
Am 11. November 2024 hielt Wack in Gießen eine öffentliche Rede, in dem er die gerichtliche Genehmigung einer NPD-Versammlung in Wetzlar begründete. In der gleichen Rede verteidigte er das von ihm gerichtlich erlassene Verbot einer Versammlung von Klimaschützern, die er als „Politchaoten“ bezeichnete. Dafür stellten Betroffene Strafanzeige gegen Wack wegen übler Nachrede und Volksverhetzung.